# محوطه قبرستان و کاروانسرای پل بریده
قبرستان و کاروانسرای پل بریده مربوط به هزاره سوم قم - سده‌های اولیه دوران‌های تاریخی پس از اسلام - دوره ایلخانی - دوره قاجار است و در شهرستان لردگان و روستای پل بریده واقع شده است. این اثر در تاریخ ۲۶ اسفند ۱۳۸۵ با شمارهٔ ثبت ۱۸۲۶۸ به‌عنوان یکی از آثار ملی ایران به ثبت رسیده است.